# Nele Moost
Nele Moost (* 1952 in Berlin) ist eine deutsche Autorin für Kinder- und für Erwachsenenliteratur.
Nele Moost verbrachte einen Teil ihrer Kindheit in Schweden. Anschließend studierte sie Politik und Germanistik und arbeitete als Lektorin in einem Kinderbuchverlag. Seit einigen Jahren schreibt sie Erzählungen für Erwachsene, vor allem aber Geschichten für Kinder, und leitet Theatergruppen. Nele Moost gehört in Deutschland zu den bekanntesten Kinderbuchautorinnen. Ihre Bücher wurden in 18 Sprachen übersetzt. Besonders bekannt sind ihre Geschichten vom kleinen Raben Socke, die von Annet Rudolph illustriert wurden. Diese und andere ihrer Werke sind mittlerweile auch als Audiofassungen erschienen, gesprochen unter anderem von den Schauspielern und Synchronsprechern Joachim Kaps und Monty Arnold.
Nele Moost lebt heute in Berlin.